# 1-й чехословацкий отдельный пехотный батальон

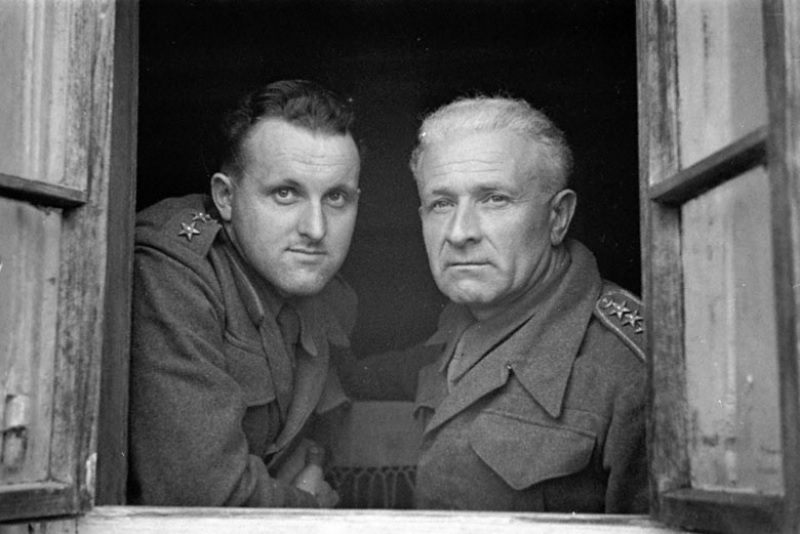
Чешские военнослужащие полковник Людвик Свобода (справа) и капитан Богумир Ломский, Союз ССР, 1941 год.

1-й чехословацкий отдельный пехотный батальон (чеш. 1. československý samostatný polní prapor) — воинская часть из чехословацких офицеров и солдат, созданная в СССР в период Великой Отечественной войны.
Батальон входил в состав воинских частей эмигрантского правительства Чехословакии находившегося в Лондоне; в оперативном отношении подчинялся советскому командованию. 1-й отдельный пехотный батальон стал основой чехословацких частей и соединений, созданных в дальнейшем на территории Союза ССР, а позднее эти соединения стали основой Вооружённых сил ЧССР.

## История

### Формирование
3 июля 1941 года правительство СССР приняло решение разрешить формирование на территории СССР национальных комитетов и национальных воинских частей из чехов, словаков, югославов и поляков, а также оказывать помощь в деле вооружения и обмундирования этих национальных частей.
27 сентября 1941 года между СССР и правительством Чехословакии был подписан военный договор, в соответствии с которым началось формирование воинской части из чехов и словаков, различными путями оказавшихся на территории Советского Союза. Основу части составили находившиеся в СССР военнослужащие чехословацкой армии, бежавшие в Польшу после оккупации Чехословакии Германией, вступившие в образованный там Чехословацкий легион и интернированные после занятия восточных районов Польши Красной Армией.
12 декабря под размещение будущего батальона были переданы специально освобождённые казармы в городе Бузулук.
3 января 1942 года Государственный комитет обороны принял постановление «О Чехословацкой бригаде на территории Союза ССР», которым предусматривалось создание первых формирований будущей бригады: моторизованного батальона (окончательно же батальон стал не моторизованным, а сугубо пехотным) и запасной роты. В соответствии с этим постановлением подлежали освобождению граждане Чехословакии, находившиеся к тому времени в заключении в качестве интернированных, военнопленных или на других основаниях; разрешалось добровольное вступление в чехословацкую часть советских граждан чешской и словацкой национальностей.
Формирование отдельного батальона было начато 5 января 1942 года в Бузулуке, куда были переброшены 93 чехословацких военнослужащих, остававшихся к этому времени в СССР (в 1940-41 гг. бо́льшая часть интернированного Чехословацкого легиона была переправлена на Западный театр военных действий и на Ближний Восток).
Первым командиром отдельного батальона стал подполковник (позже полковник) Людвик Свобода. Личный состав был обмундирован в британскую униформу (которая ранее поставлялась для польских частей армии Владислава Андерса) со знаками различия армии довоенной Чехословакии. Боевые приёмы солдаты первоначально отрабатывали на деревянных макетах оружия.
22 января 1942 года для финансирования расходов, связанных с формированием чехословацкой воинской части, правительство СССР предоставило Чехословакии беспроцентный заем в размере 5 000 000 рублей.
В июле 1942 года формирование отдельного батальона было завершено. 28 августа Л. Свобода обратился с письмом к И. В. Сталину с просьбой направить батальон на фронт.
Осенью 1942 года отдельный батальон получил боевое оружие: 553 СВТ, 192 карабина, 10 снайперских винтовок, 47 пистолетов-пулемётов ППШ, пистолеты ТТ и револьверы «наган», а также 40 ручных пулемётов ДП-27, 12 станковых пулемётов Максима, противотанковые ружья ПТРС, 18 миномётов и два 45-мм орудия. Основная часть вооружения поступила 21 октября; противотанковые орудия, батальонные и ротные миномёты были поставлены 15 ноября.
28 октября 1942 года чехословацкий батальон принял присягу.
19 ноября 1942 года была объявлена амнистия для бывших граждан Чехословакии — жителей Закарпатья, которые нелегально бежали в СССР после присоединения Закарпатья к Венгрии и были осуждены за нарушение границы. Эти лица частично также вступили в 1-й отдельный пехотный батальон (основная их часть была направлена на формирование начавшего создаваться в Бузулуке чехословацкого запасного полка).
В начале 1943 года военнослужащие батальона начали сбор денежных средств на постройку танков для Красной Армии, в результате к 11 февраля 1943 года ими были собраны 100 тысяч рублей. На эти деньги были построены два танка («Лидице» и «Лежаки»), названные по именам деревень в Чехословакии, уничтоженных гитлеровскими оккупантами.
На 30 января 1943 года численность отдельного батальона составляла 974 человека личного состава, в том числе 26 офицеров, 10 ротмистров, 244 унтер-офицера и 694 рядовых. Помимо чехов и словаков, в числе военнослужащих были шесть русинов и евреев.
По численности личного состава батальон составлял примерно 2/3 довоенного чехословацкого полка, а по силе залпа превосходил его.
27 января 1943 года батальону было вручено боевое знамя.

### Участие в боевых действиях
30 января 1943 года началась отправка батальона на фронт.19 февраля он прибыл по железной дороге в Валуйки и далее выступил пешим маршем. Первоначально пунктом назначения был Белгород; оттуда батальон был направлен в Харьков, куда прибыл 1 марта.
3 марта по приказу заместителя командующего Воронежским фронтом генерал-лейтенанта Д. Т. Козлова батальон занял оборону по левому берегу реки Мжа, на рубеже Тимченки — Миргороды — Артюховка (ширина фронта составляла 15 км). В систему обороны было также включено лежащее на правом берегу реки село Соколово. Позже участок был сокращён до 10 км по фронту (Миргороды — Соколово — Артюховка).
Первоначально (с 3 марта) батальон находился в оперативном подчинении 25 гвардейской стрелковой дивизии 3 танковой армии. 7 марта в связи с передачей дивизии соседнему Юго-Западному фронту (с оставлением её на прежних позициях) батальон был переподчинён 62 гвардейской стрелковой дивизии той же армии.
8 марта батальон вступил в бой. Около 13 часов Соколово, занятое усиленной 1-й пехотной ротой, было атаковано примерно 60 немецкими танками и батальоном мотопехоты. Первоначально немцы заняли северо-западную окраину села, позже — юго-восточную. Бой продолжился в окружении и длился в основном до 18 часов, в отдельных очагах сопротивления — до полуночи. Подразделения, оборонявшие Соколово, понесли значительные потери; среди погибших был и командир 1-й роты надпоручик О. Ярош. Село было оставлено, однако прорыв обороны на занимаемом Чехословацким батальоном участке допущен не был (Мжу немцы не форсировали). В ходе боя немцы потеряли 19 танков, от 4 до 6 бронетранспортёров и до 400 человек убитыми и ранеными.
9 марта подразделения батальона совместно с частями 25 гвардейской стрелковой дивизии 6 армии приняли участие в атаке на Соколово с целью отвлечь внимание противника от направления намечаемого контрудара. Атаковавшие Соколово подразделения заняли окраины села, но были остановлены немецкими танками и позже по приказу командования армии отступили. В ходе боя были подбиты 3 немецких танка.
В ночь на 10 марта связистами Чехословацкого батальона был перехвачен радиоприказ частям противника сосредоточиться на восточной окраине Соколово. В 5 ч 58 мин данный район был накрыт огнём приданного батальону дивизиона реактивной артиллерии.
Позиции на Мже батальон удерживал до 13 марта.
13 марта от командира 62-й гвардейской стрелковой дивизии был получен приказ батальону оставить занимаемые позиции и следовать через Рогань на Волчанск. В пути следования маршрут был изменён на Лизогубовка — Терновая — Чугуев, поскольку Рогань была занята немцами. В районе Лизогубовки — Терновой колонна батальона была атакована немецкими танками, в результате чего маршрут был снова изменён. К 15 марта батальон у села Мохнач пересёк Северский Донец и вышел из возникавшего в районе Харькова кольца окружения.
За время боёв 7-13 марта батальон по донесению полковника Л. Свободы командующему войсками Воронежского фронта, потерял убитыми — 153 человека, ранеными — 92, пропавшими без вести — 122, больными — 33. Были потеряны два противотанковых орудия, 11 противотанковых ружей, 9 станковых пулемётов, 22 ручных пулемёта, 9 82-мм миномётов, два 50-мм миномёта. В литературе иногда встречаются и заниженные данные о потерях батальона в этих боях — убитыми 112 человек, ранеными 106, впрочем вероятно, что это данные только за период двухдневного оборонительного боя за Соколово 7 и 8 марта.
В дальнейшем батальон находился в резерве Воронежского фронта. 31 марта он был размещён в селе Весёлое, где оставался до 4 мая, после чего выступил в Новый Оскол. К 9 мая батальон был по железной дороге переброшен из Нового Оскола в Новохопёрск, где обращён на формирование 1-й Чехословацкой отдельной пехотной бригады.
После боёв у Соколово 87 военнослужащих батальона были награждены советскими орденами и медалями (орден Ленина — 2, орден Красного Знамени — 15, орденами Отечественной войны I и II степени — 21, орденом Красной Звезды — 22, медалями «За отвагу» и «За боевые заслуги» — 26) , 87 — Чехословацким военным крестом, 72 — чехословацкой медалью «За храбрость перед врагом». Надпоручику Отакару Ярошу было посмертно присвоено звание Героя Советского Союза.
В рядах батальона в сражении за Соколово участвовали будущие Герои Советского Союза Иосиф Буршик, Антонин Сохор, Рихард Тесаржик и Степан Вайда.

## Организационная структура
За время существования отдельного батальона его штат несколько раз подвергался изменениям (в частности, 16 ноября 1942 года была сформирована миномётная рота], рота противотанковых ружей дополнена взводом ПТО и переименована в противотанковую роту, введены миномётные взводы в пехотных ротах).
К 8 марта 1943 года отдельный батальон имел следующую организацию:
- штаб;
- 1-я пехотная рота (командир — надпоручик Отакар Ярош);
- 2-я пехотная рота (командир — надпоручик Ян Кудлич);
- 3-я пехотная рота (командир — надпоручик Владимир Янко);
- пулемётная рота (командир — надпоручик Ярослав Лом);
- миномётная рота (командир — надпоручик Вацлав Дрнек);
- противотанковая рота (командир — надпоручик Франтишек Седлачек);
- вспомогательная рота (командир роты, он же заместитель начальника штаба батальона — надпоручик Ярослав Згор), в том числе:
  - взвод управления (командир — ротмистр Карел Фанта);
  - санитарный взвод (командир — подпоручик Армин Широкий);
  - хозяйственный взвод (командир — ротмистр Франтишек Паленик);
  - отряд полевых жандармов (командир — ротмистр Михал Штима);
- взвод автоматчиков (командир — подпоручик Антонин Сохор);
- сапёрный взвод (командир — ротмистр Карел Новотный);
- взвод связи (командир — надпоручик Мирослав Шмолдас).

Командиром отдельного батальона (В.ч.) был полковник Людвик Свобода, заместителем командира — капитан Богумир Ломский, начальником штаба — надпоручик Отакар Рытирж.
Основным вооружением пехотных рот являлись винтовки СВТ; также каждая пехотная рота имела 12 пулемётов ДП и 3 50-мм миномёта. Пулемётная рота имела 12 пулемётов «Максим», миномётная — 9 82-мм миномётов обр. 1941 г., противотанковая — два 45-мм противотанковых орудия М-42 и 16 ПТРС. Взвод автоматчиков был вооружён автоматами (пистолет-пулемётами) ППШ и пулемётами ДП.

## Отличившиеся воины
- Ярош, Отакар — надпоручик (капитан — посмертно), командир 1 пехотной роты. Указ Президиума Верховного Совета СССР от 17 апреля 1943 года (посмертно). Первый гражданин иностранного государства, которому было присвоено звание Героя Советского Союза.